# 海誓山盟 (电影)
《海誓山盟》是一部1982年的印地语电影，里希·卡普尔、普拉姆·达伦、蒂娜·穆尼姆、沙米·卡普尔主演。影片讲述出身富裕家庭的维卡拉姆爱上贫家女苏尼塔，后苏尼塔遇车祸毁容，维卡拉姆之母沙达威逼利诱，千方百计要拆散她俩，遭苏尼塔拒绝。萨哈尼大夫情人帮苏尼塔整了容，后来的一次义演上，维卡拉姆由歌声认出了苏尼塔，二人终成眷属。